# Centruroides margaritatus
Centruroides margaritatus es una especie de escorpión del género Centruroides, familia Buthidae. Fue descrita científicamente por Gervais en 1841.
Se distribuye por México, Guatemala, Honduras, El Salvador, Nicaragua, Costa Rica, Colombia, Ecuador. Introducida en Cuba (Antillas Mayores) y Senegal (África).

## Descripción
La hembra puede medir 52–81 milímetros de longitud y el macho 54–85 milímetros. Cuerpo de color castaño en gran parte de su cuerpo, pedipalpos hirsutos. Presenta gran plasticidad ecológica.

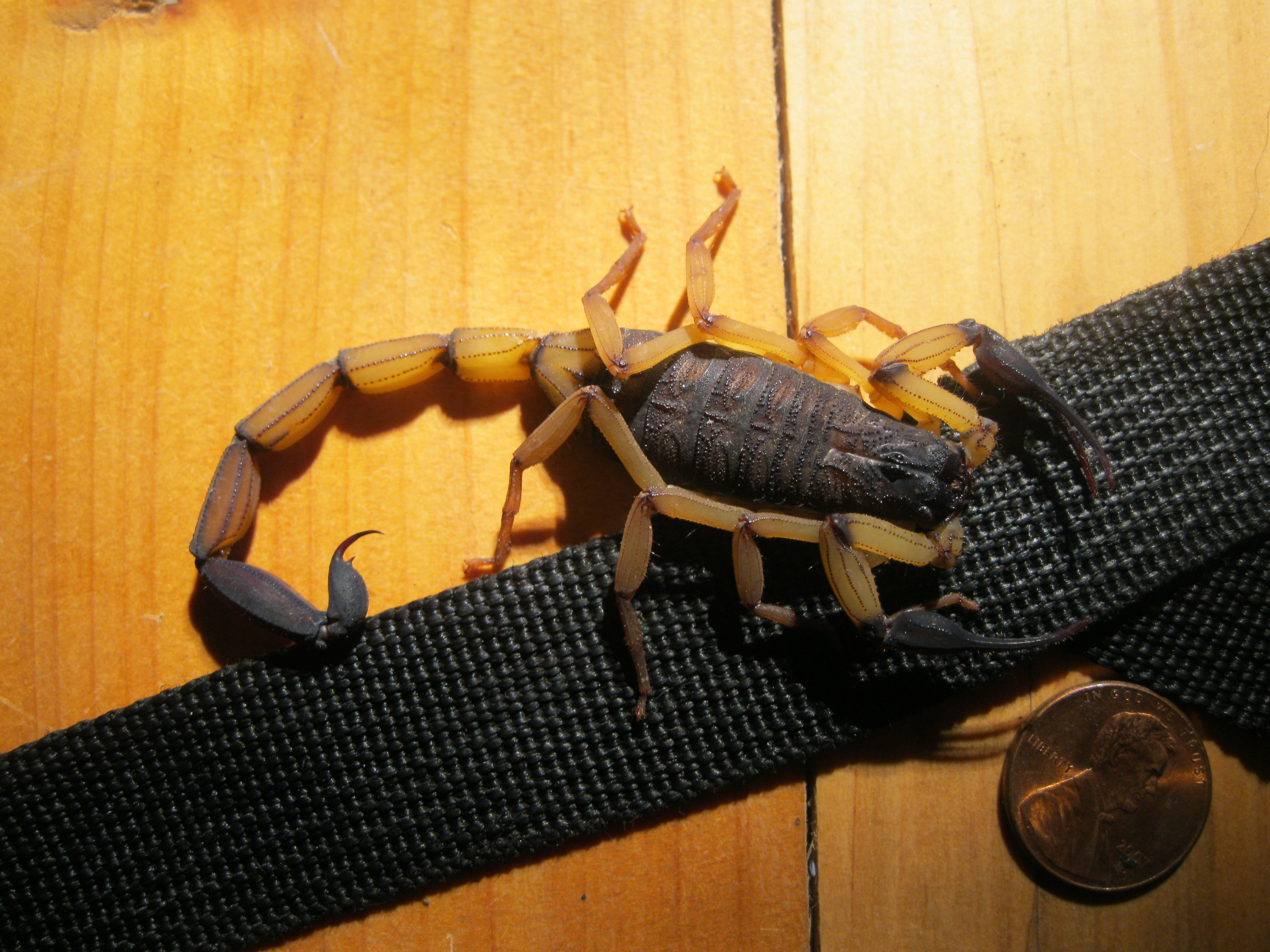
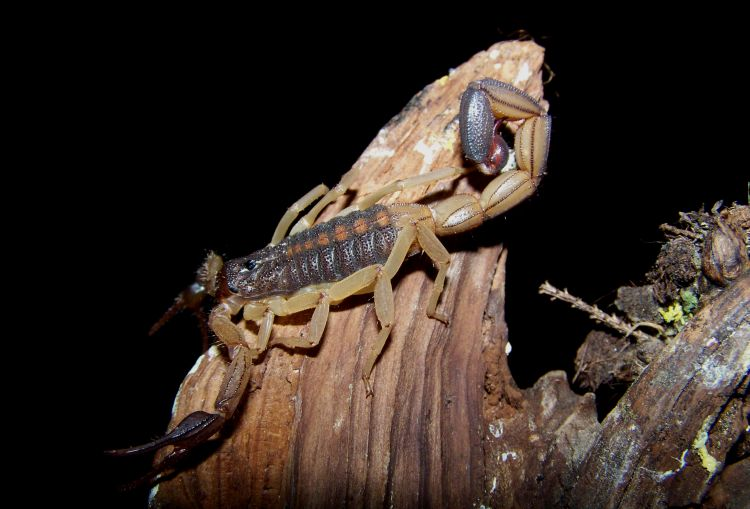
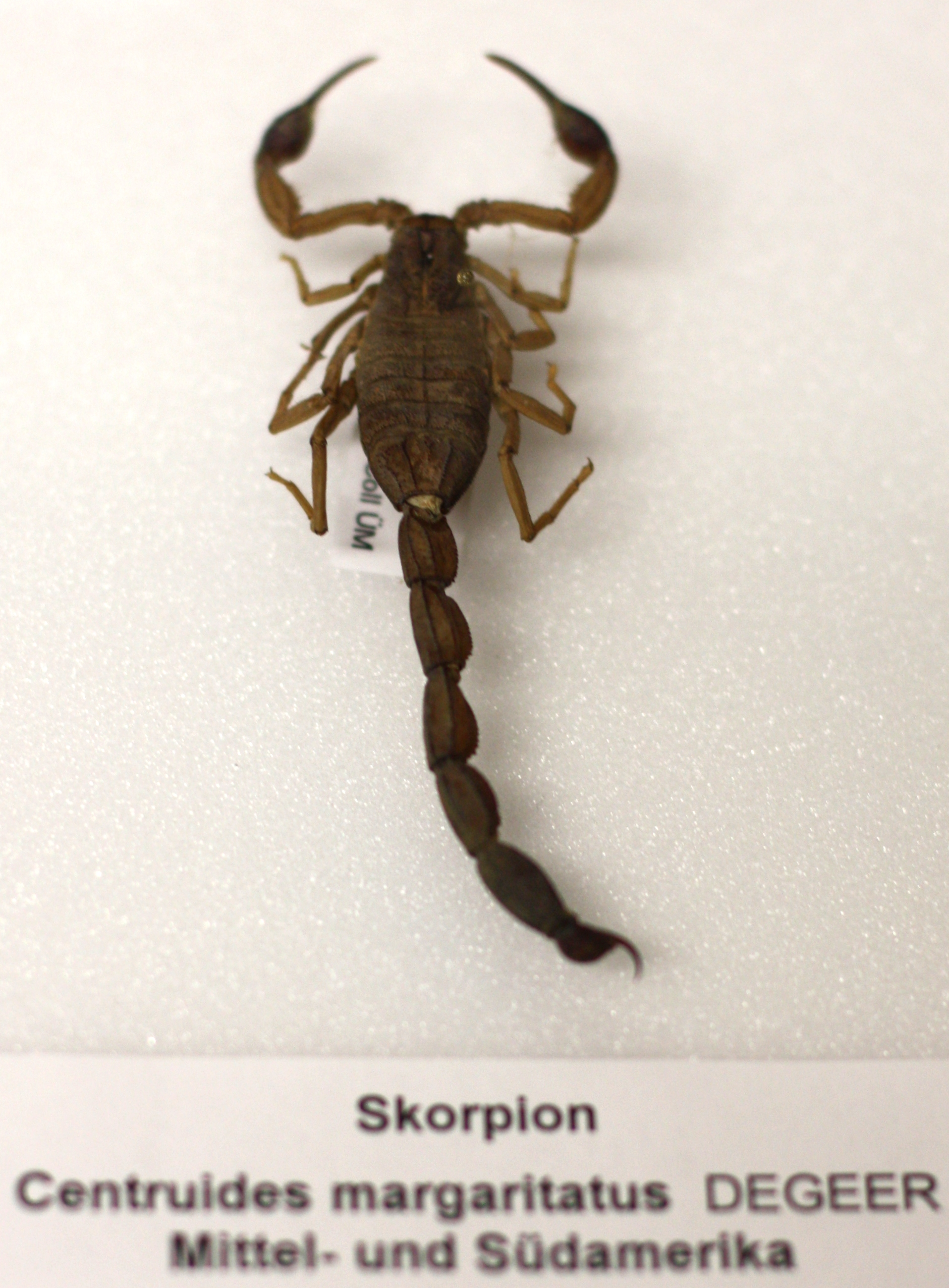